# Inta Pliuna-Pāne
Inta Pliuna-Pāne (11 juni 1949) is een voormalig Sovjet basketbalspeelster.

## Carrière
Pliuna speelde haar gehele basketbal carrière voor TTT Riga. Met TTT won ze elf Sovjet-kampioenschappen in 1969, 1970, 1971, 1972, 1973, 1975, 1976, 1977, 1979, 1980 en 1981. In 1969 werd ze Bekerwinnaar van de Sovjet-Unie. Ook won ze acht Europese Cup-titels 1969, 1970, 1972, 1973, 1974, 1975, 1978 en 1981.

## Erelijst
- Landskampioen Sovjet-Unie: 11
  - Winnaar: 1969, 1970, 1971, 1972, 1973, 1975, 1976, 1977, 1979, 1980, 1981
  - Tweede: 1974, 1978
- Bekerwinnaar Sovjet-Unie: 1
  - Winnaar: 1969
- EuroLeague Women: 8
  - Winnaar: 1969, 1970, 1972, 1973, 1974, 1975, 1978, 1981
- Spartakiad van de Volkeren van de USSR: 3
  - Winnaar: 1971, 1975, 1979